# Gare d’Ars-sur-Moselle
Gare d’Ars-sur-Moselle vasútállomás Franciaországban, Ars-sur-Moselle településen.

## Vasútvonalak
Az állomást az alábbi vasútvonalak érintik:
- Lérouville-Metz-Ville-vasútvonal

## Kapcsolódó állomások
A vasútállomáshoz az alábbi állomások vannak a legközelebb:
- Gare d’Ancy-sur-Moselle
- Gare de Metz-Ville